# Lukáš Došek
Lukáš Došek (12 de setembro de 1978) é um futebolista profissional tcheco que atua como defensor.

## Carreira
Lukáš Došek representou a Seleção Checa de Futebol, nas Olimpíadas de 2000. 